# Blackburneus jugalis
Blackburneus jugalis är en skalbaggsart som beskrevs av Louis Albert Péringuey 1901. Blackburneus jugalis ingår i släktet Blackburneus och familjen Aphodiidae. Inga underarter finns listade.